# Якимчук, Александр Иванович
Алекса́ндр Ива́нович Якимчу́к (укр. Якимчук Олександр Іванович; 14 сентября 1923 — 31 июля 2010) — советский офицер, Герой Советского Союза (1945), участник Великой Отечественной войны в должности командира стрелковой роты 497-го стрелкового полка 135-й стрелковой дивизии 6-й армии 1-го Украинского фронта.

## Биография
Родился 14 сентября 1923 года в селе Слобода-Ходакская ныне Барского района Винницкой области (Украина) в семье крестьянина. Украинец. Окончил 8 классов.
В Красной армии с 22 июня 1941 года. Был курсантом Новоград-Волынского пехотного училища, эвакуированного в город Ярославль. Училище не окончил — личный состав был направлен в стрелковые части.
В действующей армии с октября 1941 года. Воевал командиром отделения в 31-й стрелковой бригаде Калининского фронта. С мая 1942 по январь 1943 годов находился в отпуске после ранения в Кежемском районе Красноярского края. В декабре 1943 года окончил курсы младших лейтенантов Сибирского военного округа. С марта 1944 года воевал на должностях командира стрелкового взвода и стрелковой роты на Ленинградском и 1-й Украинском фронтах. В боях трижды ранен.
Участвовал:
- в зимнем контрнаступлении в направлении Селижарово — Нелидово — Белый — в 1941—1942 годах;
- в боях на Карельском перешейке, в том числе в освобождении городов Приморск и Выборг, в обороне на Сандомирском плацдарме — в 1944 году;
- в Висло-Одерской операции, в том числе в боях за город Бреслау (ныне Вроцлав, Польша) — в 1945 году.

Командир стрелковой роты 497-го стрелкового полка 135-й стрелковой дивизии лейтенант Якимчук отличился в боях за город Бреслау. 20 января 1945 года его рота овладела несколькими городскими кварталами и уничтожила значительное количество гитлеровцев. Оказавшись отрезанным от основных сил батальона, вызвал огонь поддерживающей артиллерии на себя, был тяжело ранен и контужен в этом бою.
Указом Президиума Верховного Совета СССР от 27 июня 1945 года за образцовое выполнение боевых заданий командования на фронте борьбы с немецко-фашистскими захватчиками и проявленные при этом мужество и героизм лейтенанту Якимчуку Александру Ивановичу присвоено звание Героя Советского Союза с вручением ордена Ленина и медали «Золотая Звезда» (№ 7885).
После войны служил командиром стрелковой роты в составе 4-й гвардейской стрелковой дивизии 59-й армии. В 1947 году окончил Курсы усовершенствования офицерского состава (КУОС) Центральной группы войск (ЦГВ). Служил на должности командира стрелковой роты: в 1947—1949 годах — 287-го гвардейского стрелкового полка 95-й гвардейской стрелковой дивизии в составе ЦГВ; в 1949—1951 годах — 294-го гвардейского стрелкового полка 97-й гвардейской стрелковой дивизии и в 1951—1955 годах — 87-го механизированного полка 24-й механизированной дивизии в составе 13-й армии Прикарпатского военного округа.
С 1955 года майор А. И. Якимчук — в запасе. До 1975 года полковник милиции А. И. Якимчук работал в органах внутренних дел Украинской ССР. Жил в городе Староконстантинове Хмельницкой области. Умер 31 июля 2010 года. Похоронен в Староконстантинове.

## Награды
- Медаль «Золотая Звезда» Героя Советского Союза (27.06.1945; № 7885);
- орден Ленина (27.06.1945);
- орден Красного Знамени;
- два ордена Отечественной войны I степени;
- орден Отечественной войны II степени;
- орден «За заслуги» III степени (Украина);
- медали.